# Sigmund Engländer
Sigmund Engländer (geboren 1828 in Wien, Kaisertum Österreich; gestorben 30. November 1902 in Turin) war ein österreichischer Journalist und Publizist.

## Leben

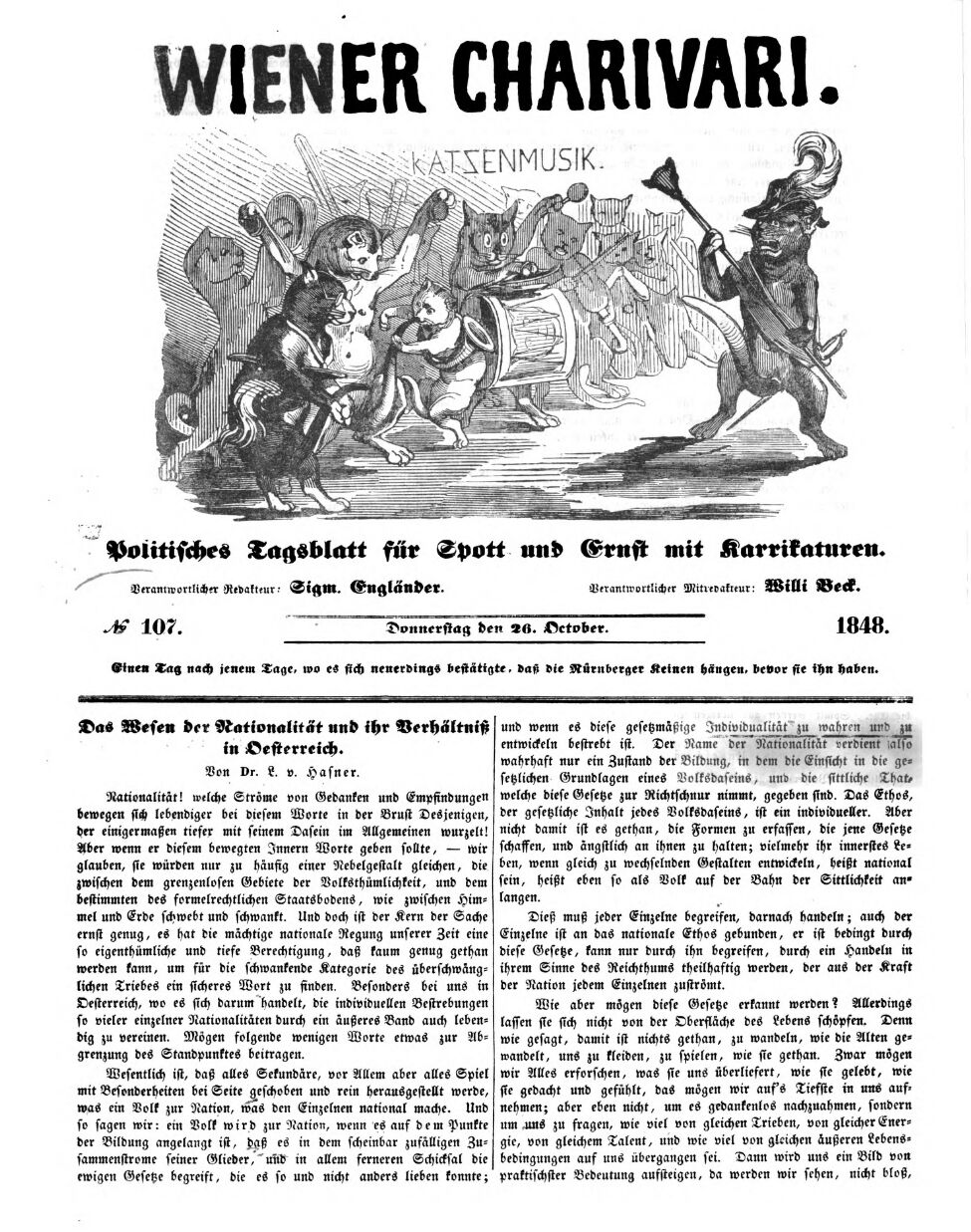
Letzte Ausgabe vom 26. Oktober 1848

Sigmund Engländer entstammte einer orthodoxen jüdischen Familie. Er studierte an der Universität Wien und wurde zum Dr. phil. promoviert. Er war 1847 Herausgeber der literarischen Zeitschrift „Salon“ und war auch für die „Donauzeitung“ tätig.
Am 15. März 1848 war er Mitunterzeichner des Manifests der Schriftsteller Wiens.
Engländer gab zusammen mit Wilhelm Beck während der Revolution 1848 die „Wiener Katzen-Musik“ (Charivari) heraus und wurde dafür vom Pressegericht verurteilt. Er floh Ende 1848 nach London und wurde dort Kaufmann.
Sigmund Engländer führte einen umfangreichen Briefwechsel mit Friedrich Hebbel und war in Paris dessen Vermittler zu Heinrich Heine.

## Werke
- Wiener Katzenmusik (Charivari.) Politisch literarisches Tagsblatt für Spott und Ernst, mit Karikaturen. Kapellmeister: Siegmund Engländer und Willi Beck. Flugblattwerbung, Wien 1848 (Digitalisat).
- Geschichte der französischen Arbeiter-Associationen. 4 Bde., Hoffmann und Campe, Hamburg 1864, Erster Theil Digitalisat; Zweiter Theil (Digitalisat); Dritter Theil (Digitalisat); Vierter Theil (Digitalisat).